# Alamitornis minutus
Alamitornis minutus — викопний вид птахів вимерлого ряду Patagopterygiformes, який існував у кінці крейдового періоду у Південній Америці. Скам'янілі рештки виду знайдені у відкладеннях формації Лос-Аламітос на півдні Аргентини у провінції Ріо-Негро.